# Оболонский (Неклиновский район)
Оболо́нский — хутор в Неклиновском районе Ростовской области.
Входит в состав Фёдоровского сельского поселения.

## Население
| 2010 |
| ---- |
| 26   |

## Улицы
- пер. Дружбы,
- ул. Д.И. Хачапуридзе.